# Ernst Barlach
Ernst Barlach (2. ledna 1870 Wedel, Holštýnsko – 24. října 1938 Rostock) byl německý sochař, řezbář, keramik, kreslíř, grafik, dramatik a spisovatel (jen příležitostně lyrik) a spíš ojediněle i medailér. Je považován za jednoho ze zakladatelů moderního sochařství. Raná díla nesou stylové znaky od realismu („poetického realismu“), přes secesi (Jugendstil) včetně snad i literárních děl (v literatuře sporný pojem), pozdější tvorba je spojována s expresionismem.

## Život

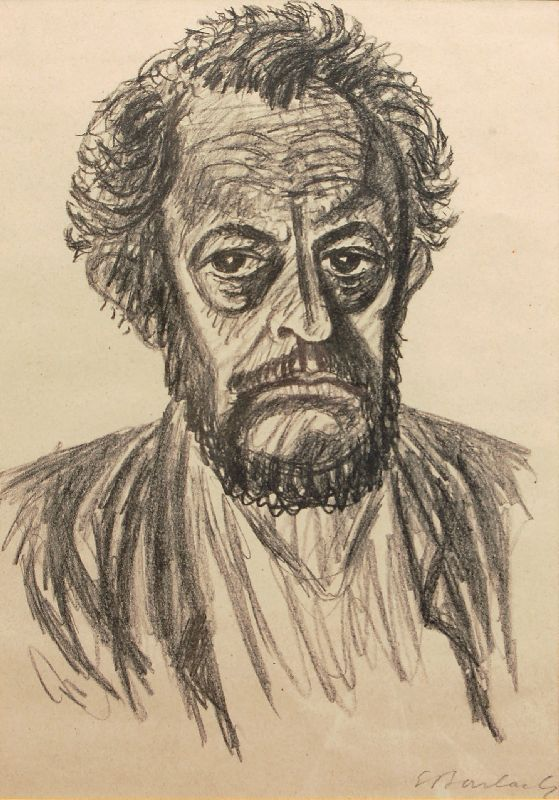
Autoportrét z roku 1928

Ernst Heinrich Barlach byl nejstarší ze čtyř synů venkovského lékaře Dr. Georga Gottlieba Barlacha a Johanny Luise Barlachové (roz. Vollertové), dcery celníka v dánských službách. Dětství v Schönbergu (Mecklenbursko) a Ratzeburku (Ratzeburg, dolnoněm. Ratzborg, Lauenburské vévodství). Navštěvoval gymnázium v Ratzeburku (1877–1884) a reálku v Schönbergu (1884–1888). Jeho otec zemřel, když bylo Ernstovi 14 let. Dědeček Gottlieb Ernst Barlach, původem z Bargteheide (Holštýnsko), působil jako evangelický pastor v Herzhornu. V rodě Barlachů se vyskytovali vesměs řemeslníci (krejčí). Jisté umělecké a literární vlohy nechyběly podle Barlacha ani u příbuzných. Barlachova matka byla velmi senzitivní, ale také psychicky labilní. Otec ji nechal na nějaký čas internovat v sanatoriu. Matka se snažila najít životní náplň v starosti o své dospělé děti, později žila i s Ernstem v Güstrowě, ke sklonku života dobrovolně v sanatoriu. Zemřela utopením, nejspíš šlo o sebevraždu.[zdroj?] (Možný motiv v Barlachově posmrtně vydaném románu Ukradený měsíc – krom Markétky z Goethova Fausta). Autobiografie Život, jak se vyprávěl (1928). Od roku 1887 počátek celoživotního přátelství s Friedrichem Düselem (obsáhlá korespondence).
V letech 1888–1891 studoval na Všeobecné škole řemesel v Hamburku (Allgemeine Gewerbeschule), nejprve s cílem stát se učitelem kreslení (učitelé: Peter Friedrich Woldemar), nato v sochařské třídě (Theodor Richard Thiele). Díky svému talentu byl přijat r. 1891 na Akademii umění v Drážďanech (tehdy Královská akademie výtvarných umění v Drážďanech/ Königliche Akademie der bildenden Künste zu Dresden), od roku 1892 byl žákem v mistrovském ateliéru Roberta Dieze (1891–1895). Spolužáci Karl Garbers a Richard Mutz. Zde vytvořil své první významné dílo – Sběračka (řepné) natě resp. Sběračka salátu (Krautpflückerin), alternativní název Řepařka (Rübensammlerin) (podle Barlachovy korespondence ovšem vytrhává trávu, tedy vlastně Plečka). Další rok studoval v Paříži (duben 1895– duben 1896) na soukromé Julianově akademii (Académie Julian), pak pobýval u matky ve Friedrichrodě. a znovu se na několik měsíců vrátil do Paříže roku 1897, kde byl činný hlavně literárně (mj. torzo strašidelného románu Cesta humoru a pozorovatelského ducha). Nato pobýval v Durynském lese. V letech 1899–1901 první pobyt v Berlíně. Seznamuje se s příručím a pozdějším nakladatelem Reinhardem Piperem a výtvarným kritikem Karlem Schefflerem. Návrhy pro Goethův pomník ve Štrasburku.

### Do 1. světové války

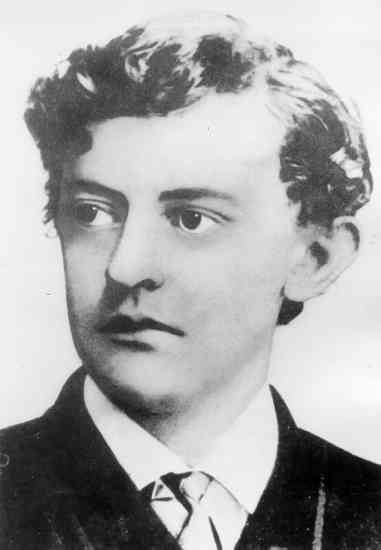
Mladý Ernst Barlach

Po studiích pracoval jako sochař v Hamburku a Altoně (1897–1900). Tam spolupracoval se svým spolužákem z Akademie Karlem Garbersem (figury pro štít radnice v Altoně, nedochováno). Bytem v rodišti Wedel (1901–1904). Wedelské období zpracoval v nedokončené kapitole svého seespeckovského románu (Aus Seespecks Wedeler Tagen). V roce 1898 první účast na Velké Berlínské výstavě umění (Große Berliner Kunstausstellung) s plastikou „Práce“ (Arbeit, Krautpflückerin – Sběračka natě, sádra pro bronz). V roce 1899 první cena v soutěži o podobu hamburského radničního náměstí (zakázku obdrží jiní). V letech 1899 –1901 pobýval v Berlíně (nejprve v Kreuzberku, později v Charlottenburku). V té době (1897–1902) vytvořil sochy, ilustrace pro časopisy Jugend, Simplicissimus a Die fliegenden Blätter a keramické plastiky v secesním stylu (např. Kleopatra, kolem 1903).
V letech 1901–1904 bytem v rodišti Wedelu. Sochy s Neptunem v nadživotní velikosti pro správní budovu Hambursko-americké-linky (měď, nedochovalo se). Drobná keramika pro hrnčířskou dílnu Mutz (spolužák ze studií) v Altoně. Krátce (1904–1905) byl – díky Peteru Behrensovi – učitelem v keramické škole v Höhru (Westerwald, Porýní-Falcko). Jeho první autorská výstava roku 1904 se konala ve výstavní síni Richard Mutz v Berlíně. V letech 1905 – zač. roku 1909 druhý pobyt v Berlíně (Friedenau). 1909 pobyt ve Villa Romana ve Florencii (nebylo to oproti Barlachovu tvrzení stipendium spojené s Villa-Romana-Preis, které založil Max Klinger a Německý spolek umělců/ Deutscher Künstlerbund, místo ve vile se uvolnilo, Barlachův pobyt z podnětu M. Liebermanna a P. Cassirera financovala Berlínská secese). Seznamuje se s expresionistickým básníkem Theodorem Däublerem a spisovatelem a kulturním historikem Arthurem Moellerem van den Bruck, vydavatelem Dostojevského Sebraných spisů v nakl. Reinharda Pipera. Theodor Däubler pracuje na závěrečné redakci svého eposu Polární záře (Nordlicht , Florentské vydání). Barlach s ním podnikne několik cest. Reflexe tohoto ambivalentního vztahu v Barlachových zápiscích (Diario Däubler) a plastikách (bystách).
Barlach nebyl příliš obchodně zdatný, navíc dlouhou dobu hledal svůj vlastní umělecký výraz. Nejspíš k vlastnímu překvapení se dočkal prvního výraznějšího úspěchu jako autor velmi oblíbené a opakovaně vydávané učebnice figurálního kreslení pro architekty. Roku 1906 se vydal s bratrem Nicolausem na osmitýdenní návštěvu (2.8. –27.9.) jejich bratra Hanse, žijícího v Rusku, na Rus a do Ukrajiny. V té době se mu po krátkém vztahu se šičkou (švadlenou) a modelkou Rosou Limonou (Limanou) Schwabovou († 1936) narodil syn Klaus v Berlíně-Moabitu). Soudní cestou dosáhl B., aby syn byl prohlášen za manželského a svěřen do péče jemu, nikoli matce. Vztah se synem byl podle Barlacha samého významný pro jeho dílo výtvarné, jeho úspěch na veřejnosti, i dílo literární i jeho spirituálně mystické založení. V letech 1907 –1907 začíná pracovat na dramatu Křik krve (Blutgeschrei), později dopracovaného jako Mrtvý den (Der tote Tag, 1911) Touto tady i literárně zpracovanou pozitivní vazbou syna k otci se Barlach vymyká expresionistickému schématu mezigeneračního konfliktu otců a synů (Vater-Sohn-Konflikt). Drama vzbudilo pozornost psychologa C.G. Junga, který o něm přednášel. (Z údajných pěti přednášek Jungových uváděných Barlachem /dopis Karlu Barlachovi ze 27.9. 1916/ se ovšem podařilo doložit jedinou.)
Barlachův pobyt v Rusku byl pro jeho další tvorbu přelomový. Obdobně jako pro Rilka. Otevřel se mu smysl pro vnímání prostoru a „pro plastické hodnoty“. (Cesta do srdce jižní Rusi– pův. rukopis a črta Jízda po stepi.) Roku 1907 na jarní (13.) výstavě Berliner Secession vzbudily pozornost jeho terakotové sochy ruských žebráků Ruská žebračka s miskou (Russische Bettlerin mit Schale) a Slepý žebrák (Blinder Bettler). Podporují ho Paul Gaul a Paul Cassirer. Na podzimní výstavě Berlínské secese lze vidět Žebračku s nataženou rukou (Bettlerin mit dem ausgestreckten Arm, keramika) a Jedlíka melounu (Melonenesser, bronz). V letech 1907-1908 po předchozích pokusech první skulptury ve dřevě. Roku 1909 pobyt ve Villa Romana ve Florencii. Od roku 1910 vystavoval pravidelně s Berliner Secession a se Sonderbund westdeutscher Kunstfreunde und Künstler (Düsseldorf). Od roku 1909 do roku 1926 měl smlouvu s galeristou a nakladatelem Paulem Cassirerem v Berlíně, který vydal většinu jeho grafických listů a vydával také jeho dramata.
Od roku 1910 (zpočátku si Barlach podržel ještě svůj berlínský ateliér) žil prakticky až do své smrti v Güstrowě. V Güstrowě zastihla Barlacha 1. světová válka. Tu Barlach jako mnoho německých a rakouských intelektuálů a umělců přivítal jako osvobození od egoismu, pro národní věc. V Güstrowském deníku, „válečném deníku resp. Válečném deníku“ (Kriegstagebuch) z let 1914–1917, mapuje válku ze zápolí maloměsta, referuje a jen výjimečně kriticky reflektuje novinové zprávy (jejich propagandistickou instrumentalizaci) o válečném dění. Jistá ambivalence je od počátku přítomná (motiv válečné bídy, starosti matek o obživu a motiv ostře vystupující smrti), ale velmi často lze vnímat Barlachův až šosácký agresivismus, pro dnešního člověka až disgustující brachialismus, pokud jde o osud nepřátel. Novinové zprávy čerpané i z dobově typických zvláštních vydání (Extrablatt) korigují nezcenzurované zprávy frontových vojáků na dovolené o hrůzách války, zprávy o lazaretních vlacích projíždějících v blízkosti Güstrowa, Barlachovy procházky kolem zajateckého tábora „Rudokalhotníků“ (Rothosen: Francouzů), fyziognomie válečných mrzáků.
Snad protože deník končí začátkem roku 1917, nepotkáváme tu ovšem ještě charakteristické typy ,válečných neurotiků' v ulicích měst, jaké známe i z literatury krásné (např. Joseph Roth) nebo odborné (Výroční zprávy Úrazové pojišťovny dělnické v Praze – anonymní popisy tam pocházejí nejspíš přímo od koncipisty Franze Kafky). Barlachovy reakce na zprávy vystřízlivělých přátel vracejících se ze zákopů na dovolenou jsou bez dalšího dnes snad až nepochopitelné, chtěl by je vojáky – on jako civilista – snad až povzbuzovat k tvrdšímu postupu vůči nepříteli. Tyto bojovné pasáže ostře kontrastují se zaznamenávanými starostmi o osud rodinných příslušníků (bratra Hanse internovaného za války v carském Rusku) a s láskyplnými pasážemi věnovanými synovi Klausovi, na tehdejší dobu neobvyklou otcovskou pozorností. Role otcovství je tu – obdobně jako v dramatu Mrtvý den – mytizována až v jakési božství, bohootcovství. Na tomto metafyzickém pozadí se však věnuje otec Barlach všednímu dni i jeho každodenním radostem i starostem: píše o společných hrách se synem, procházkách, předčítání, školních starostech i dětských nemocech, je tu přítomen i jako syn vůči matce a hochově babičce.
Nejsou vynechány jeho erotické touhy a plachá zamilovanost. Snad tu při Barlachově verbální tvrdosti a nenávisti vůči nepřátelům sehrála roli i okolnost, že Barlach jako kardiak a starší ročník nenarukoval mezi prvními. Mohl tím kompenzovat – aspoň sám před sebou – i svůj stud a pocit méněcennosti „zašíváka“ (Drückeberger) ve službě vlasti. Pracoval alespoň jako dobrovolný vychovatel v dětské družině (Kinderhort) a zastupoval tak otce v rodině nepřítomné. Mezi zdravotní sestry Červeného kříže ho ovšem nepřijali. Službu vlasti a sochařské ambice byl ochoten demonstrovat i plastikou pro Červený kříž, jíž měl sedět Paul von Hindenburg modelem. (Návrh nakonec realizoval jiný sochař.) Posléze byl Barlach odveden k pěchotě jako domobranec (Landsturm II) a vykonával garnizonní službu v Sonderburku (dán. Sønderborg, Šlesvicko, po roce 1918 připadlo Dánsku), než byl z popudu přátel (August Gaul, Max Liebermann, Paul Slevogt, Louis Touillon, Arthur Kampf) na podání učiněném k ministerstvu války koncem února 1916 vyreklamován z válečné služby. Vyprofilovala by se z něho zjevně nevojácká figura jako z pěšáka Rilka vzdor Rilkovu populárnímu heroickému Kornetovi. (Dokládají to v dopisech ze Sonderburku jeho problémy s nošením torny nebo poznámky o buzeraci vojáků střední generace ze strany cvičících zupáků.)
Jen spíše zřídka mluví Barlach v deníku o procesu své vlastní výtvarné práce. Signifikantní jsou ovšem komentáře k práci na plastice Berserk(er)a č. 3 /později označeného jako Mstitel) spadající zajedno s počátkem deníku v srpnu 1914. Güstrowský deník nebyl primárně určen k zveřejnění, k jeho funkci se autor vyjadřuje jen zřídka, fakticky posloužil jako zásobník a skicář, o čemž svědčí drobné samostatné texty vycházející z jeho látky. Je to však – krom nesporných literárních kvalit – důležitý dokument Barlachova osobního a uměleckého vývoje, zejména pro pochopení jeho pozdějšího ztvárnění pomníků padlých.

### Do 2. světové války
V roce 1930 z popudu Bernharda A. Böhmera se započalo s výstavbou prostorného domu s ateliérem v Heidberku. Manželský pár sochařů Margy a Bernharda A. Böhmerových navázal kontakt s Barlachem někdy kolem roku 1924. Marga se stala Barlachovou životní družkou (manželé se rozvedli) a po jeho smrti spravovala i jeho odkaz (žila v kapli sv. Gertrudy v Güstrowě). Böhmer fungoval jako Barlachův agent i v době národního socialismu a díky svým konexím mohl prodávat tento obchodník s uměním (obdobně pomáhal Barlachovi i Karl Buchholz a několik málo dalších) díla „zvrhlých umělců“ do zahraničí. S Margou se ovšem podílel třeba i na hrubých pracích k Magdeburskému pomníku nebo pomáhali Barlachovi i s technickým vybavením ateliéru. Tato ,Haßliebe' se odrazila i v Barlachově posmrtně vydaném románu Ukradený měsíc v konstelaci dvojice figur Wau (: Barlach) a Wahl (: Böhmer), kterou vypravěč popisuje jako nepřátelství, které „se může zdobit nejpříjemnějšími formami a barvami přátelství“.
V poválečných letech vytvořil většinu svých sochařských a literárních děl. Roku 1919 byl zvolen řádným členem Pruské akademie umění a roku 1925 čestným členem Bavorské akademie výtvarných umění, ale řadu dalších ocenění odmítal, stejně jako nabídky učit studenty (profesury v Berlíně a Drážďanech, 1919). Roku 1924 obdržel Kleistovu cenu za drama Potopa (jediný porotce: Fritz Strich).
Ještě v době Výmarské republiky se staly především Barlachovy pomníky padlým předmětem kritiky národoveckých kruhů, spolků frontových bojovníků (Stahlhelmbund der Frontsoldaten) a obdobných ženských organizací (Spolek královny Luisy, Luisenbund), např. v kampani po instalaci Magdeburského pomníku 1929), návrh do soutěže pro pomník padlých ve Stralsundu (1932) s původně zamýšlenou Pietou (1932) Barlach stáhl. Záminkou ke kritice stala mj. podpis Ernsta Barlacha (také Käthe Kollwitzová) v kom. časopise Eulenspiegel (říjen 1928) pod Provoláním německých duševních pracovníků za lidové referendum proti stavbě pancéřového křižníku (Aufruf deutscher Geistesarbeiter für ein Volksbegehren gegen den Bau eines Panzerkreuzers). Barlachova díla byla zahrnuta do tzv. Výmarské obrazoborecké bouře (Weimarer Bildersturm), kdy Paul Schultze-Naumburg, ředitel Výmarské státní školy výtvarných umění, nařídil v listopadu r. 1930 vyklizení „moderních“ sálů Výmarského zámeckého muzea od umělců prezentujících „východnické či jinak rasově méněcenné podlidství“ (durynský ministr Frick).
Po vítězství nacistů ve volbách r. 1933 kritika zesílila a v rámci „usměrnění“ kulturního života, bylo možné započít s masivním odstraňováním také Barlachových děl z veřejných galerií, sbírek i chrámů. Expresionismus přitom tehdy ještě aspiroval na nový, národní, německý styl. Barlachova díla stejně jako díla Emila Noldeho byla hodnocena jako „germánská“ a „nordická“. Umělecký kritik Paul Fechter považoval expresionismus dokonce za připravovatele národního socialismu. Platformou pro vnitrostranickou uměleckopolitickou opozici v NSDAP se stal časopis Kunst der Nation (1933 –35) iniciovaný malířem Otto Andreasem Schreiberem a Fritzem Eduardem Hartmannem. Další iniciativou pro podporu expresionismu jako národního stylu byla manifestace Národněsocialistického Německého svazu studentstva (Nationalsozialistischer Deutscher Studentenbund) v auditoriu berlínské univerzity 29. 6. 1933. Pod titulem Mládež bojuje za německé umění odmítali organizátoři vilémovský akademismus a poručníkování umění. Pro Otto Andreas Schreiber se zasazoval o díla Heckela, Noldeho, Barlacha, Schmidta-Rottluffa jako zakladatelské postavy „nového německého umění“.
Pro tyto kruhy představoval Barlach reprezentanta „Severské moderny“ (Nordische Moderne) resp. „Severského modernismu“ (Nordischer Modernismus). Nordicko-germánská interpretace expresionismus nebyla až tak cizí ani některým ředitelům muzeí. Barlachovo dílo se těšilo dokonce přízni některých vlivných úředníků Goebbelsova ministerstva propagandy a lidové osvěty, nejspíš samotného Goebbelse, který se už například mnohem dříve vyjádřil výslovně pochvalně o jeho Berserk(er)ovi. Goebbels sochu spatřil při návštěvě Kolína nad Rýnem ve Wallrafově-Richartzově muzeu (1924, provedení ve dřevě, dnes v Domu Ernsta Barlacha v Hamburku): „Nejvíc mě uchvacuje jedna plastika. Barlach: Berserker. To je smysl expresionismu. Strohost stupňovaná v grandiózní podání.“ (Deníky – Die Tagebücher, 29. 8. 1924) Goebbelsův postoj vůči modernímu umění nebyl po celý rok 1933 ještě jasný. Pamětníci i Barlach sám (v korespondenci) uvádějí, že Goebbels disponoval 1 –2 Barlachovými díly (konkrétně údajně plastikou Muž v bouři). 22. července 1933 se konala v berlínské soukromé galerii Ferdinand Möller vernisáž výstavy Třicet německých umělců (30 deutsche Künstler) s díly expresionistů ze skupiny Brücke, Barlacha, malířů Nové věcnosti a umělecké skupiny Der Norden. Barlach výstavu neobeslal s tím, že nemíní dělat „tajtrlíka“ (Popanz), pořadatelé si obstarali za jeho zády dva bronzy od galeristy Paula Flechtheima.
Výstava byla po třech dnech z nařízení říšského ministra vnitra Wilhelma Fricka uzavřena. O týden později mohla být znovuotevřena, ale až byla odstraněna jakákoli zmínka o svazu studentstva. Okolnost, že k jejím iniciátorům patřil Hans Jakob Weidemann, kulturní referent v ministerstvu propagandy (a pozdější místopředseda Říšské filmové komory), vedla právě k domněnce, že Goebbels podobné podniky podporuje. Následovala kritika vyzvedávání sporných umělců včetně uvedení jmen jako Nolde a Barlach v tiskovém orgánu Völkischer Beobachter přímo ze strany šéfredaktora Alfreda Rosenberga, jinak představitele Svazu pro boj za německou kulturu (Kampfbund für deutsche Kultur), který fedroval konzervativní národovecké tradice. Barlach spolupodepsal Provolání kulturních pracovníků (Aufruf der Kulturschaffenden) ze 17. srpna 1934 (vyšlo 18. srpna 1934 ve Völkischer Beobaochter) iniciované Goebbelsovým ministerstvem, které bezprostředně předcházel lidovému hlasování (Volksbefragung, 19. srpna) stvrzujícímu dřívější zlegalizované i faktické převzetí úřadu říšského prezidenta (po smrti Paula von Hindenburg) říšským kancléřem Adolfem Hitlerem. (Mezi signatáři nebyli ovšem jen tzv. „Bohem omilostnění“ (Gottbegnadete), zvlášť privilegovaní umělci, jež režim považoval za nepostradatelné, ale právě i Barlach, Nolde nebo Ludwig Mies van der Rohe.
Barlach nejprve podepsat odmítl, po intervenci z ministerstva, kdy mu byla přečtena jména jiných signatářů podepsal, aby se aspoň dočasně zbavil nálepky kulturního bolševictví. Jména 37 signatářů, prominentních umělců, byla řazena abecedně, až na jedinou výjimku: Barlachovo jméno, které by musilo stát na absolutně prvním místě mezi signatáři, následovalo – bez Barlachova přičinění – až po jménu prorežimně orientovaného Wernera Beumelburga, protokolanta a senátora Německé akademie slovesnosti (Deutsche Akademie der Dichtung). Podle historika Petera Pareta byl podpis ve vztahu k národnímu socialismu Barlachovou jedinou chybou. Iniciativa z Goebbelsova ministerstva se opět stala terčem kritiky Rosenberga, nyní už pověřence Vůdce pro dozor nad veškerým duchovým a světonázorovým školením NSDAP (zkrác. Rosenbergův úřad, Amt Rosenberg). V korespondenci Rosenberg Goebbelsovi vytýkal, že žebrá o podpisy pro Vůdce u těch, „které po léta kulturněpoliticky až do nejzazších mezí potíráme“. Goebbels replikoval námitkou o podpisech i katolických biskupů, Rosenberg pak duplikoval, že na rozdíl od biskupů a církve, Vůdce dotčené umělce jednoznačně odmítá a opakovaně své odmítnutí se značnou jednoznačností veřejně vyslovil.
Mocenská rivalita obou těchto Hitlerových podřízených (Rosenberg vytýkal Goebbelsovi probolševistické úchylky už v 20. letech) a jejich úřadů stála Barlacha nejspíš nakonec i poslední zbytek (semi)oficiální podpory. Rozhodnutí proti expresionismu jakožto uměleckého směru slučitelného s národněsocialistickými ideály či dokonce státního umění padlo s Hitlerovým projevem o kultuře na 6. sjezdu strany v Norimberku. Hitler vyvodil důsledky vnitrostranického boje mezi Goebbelsem a Rosenbergem. Ve své řeči varoval před vměšováním dosavadních „uměnokazů“ (Kunstverderber) do národněsocialistického hnutí a označil „celé to umělecké a kulturní koktání kubistů, futuristů, dadaistů atd.“ jakožto ani rasově odůvodněné aniž národovecky snesitelné“. (Kritiky neušetřil ovšem ani umění obráceného nazpátek a snah Rosenbergova Svazu.)
Barlachovi se dostávalo ovšem už dříve etikety „kulturního bolševika“ (Kulturbolschewist), fyziognomie jeho figur byla označována za „ostisch“ (východnické – pro údajné „slovanské rysy“), negativní vlivy byly shledávány i v pobytech v cizině, zejména v jeho cestě na Rus, v jeho mystickém založení (Spökenkieker), byl denuncován jako přítel či sympatizant komunistů (Käthe Kollwitzová) a židů (Max Liebermann) nebo bylo vysloveno podezření, že by v jeho případě o Žida jít mohlo. Příznačná je v tomto ohledu stigmatizace neblaze proslulým národněsocialistickým literárním historikem Adolfem Bartelsem v jeho spisku Židovský původ a literární věda. Úvaha důkladná (Jüdische Herkunft und Literaturwissenschaft. Eine gründliche Erörterung, 1925): „Teprve nedávno, ačkoliv přináleží staré generaci, stal se známým Ernst Barlach […], povoláním sochař, který bývá tu a tam označován za Žida. Nemám o něm ještě určitých zpráv, ale to jméno mi zní židovsky a úspěch jeho kusů ,Chudý příbuzný‘, ,Mrtvý den‘, ,Praví Sedemundové‘, ‚Proměny Boží‘ [název cyklu grafických listů!] zavdávají mi příčinu, abych ho tady zmínil – němečtí [v originále proloženě] dramatikové se neprosazují tak snadno.“ Obdobně jako v případě Gottfrieda Benna (Bartels sám ho neuvádí) stačila k etiketaci autora zvuková podobnost jména a pouhé podezření, nemluvě ani o nedbalé práci s fakty (viz Bartelsův omyl). V roce 1933 (23. 1. 1933) v rozhlasovém projevu mluví Barlach o „nesmiřitelných protikladech“ dvou ras: „lidí ducha“ (Geistige) a „lidí neducha“ („Ungeistige“).
Roku 1936 byla jeho díla, společně s díly Käthe Kollwitzové a Wilhelma Lehmbrucka odstraněna z Jubilejní výstavy Pruské akademie věd a umění. Toho roku bylo také zabaveno a zničeno z větší části vydání Barlachových Kreseb (Zeichnungen) z nakladatelství Reinharda Pipera (1935). Goebbels si do svého deníku (3. 4. 1936) k tomu poznamenal: „Zakázána šílená kniha od Barlacha. To už není umění. To je destrukce, neumělá macha. Odporné! Tenhle jed nesmí mezi lid!“ Z galerií a veřejných sbírek bylo podle nejnovějších zjištění odstraněno a zkonfiskováno 674 Barlachových děl, setrvačností se udržuje v obecném povědomí doposud údaj ze starší literatury o 381 dílech. Některá díla (plastika Shledání a kresby Zeichnungen) byly prezentovány na putovní výstavě Zvrhlé umění (Entartete Kunst) v Mnichově (1937). Tato výstava měla prezentovat „neněmecké umění“ v těsném závěsu po zahájení výstavy oficiálně uznaného německého umění v blízkém Domě německého umění (18. 7. 1937). Její vernisáž zahajoval Hitler osobně. I on sám si byl ovšem nejspíš vědom průměrnosti vystavovaných exponátů oficiálního umění. Barlach (ještě nevystoupil z donucení z Pruské akademie) byl rovněž rutinně vyzván, aby první výstavu během její přípravy obeslal, ale umělec se zdržel. Na výstavě Zvrhlé umění („neněmeckého umění“) nebylo Barlachovo dílo zatraceno a priori, ale komise zkoumala „stupeň a způsob úpadku“: S Barlachem se zacházelo „jako s tragickým případem, jeho výtvarná díla byla hodnocena s šetrností a vybrána jen jedna z jeho kreseb, aby bylo zastoupeno i jeho jméno“ (z poválečně zveřejněného memoranda „kustoda“ výstavy Paula Ortwina Raveho).
Možná že i Adolf Ziegler, prezident Říšské komory výtvarných umění a vedoucí porot obou výstav, váhal zařadit Barlacha vedle prononcovaných expresionistů Oskara Kokoschky, Karla Schmidta-Rottluffa či Ludwiga Kirchnera. Kniha kreseb spolu s 4 kresbami (tři čarodějnice či fúrie spolu se skicou k Čekajícímu) se ocitla vedle grafik Paula Kleea s obecným označením: „Kulturní škoda přinejmenším tak šílená jako výplody neschopných, zlých či chorobných umělců … Tajná státní policie zasahuje – několik zabavených knih z posledních let“. V září 1937 byl Barlach vyškrtnut z Říšské komory spisovatelů. Jeho socha Bojovníka ducha (Geistkämpfer) na památníku války před Univerzitním chrámem v Kielu byla odstraněna 20. dubna 1937 (v den Hitlerových narozenin, jak explicitně zaznamenává sám Barlach). Plastika Bojovníka ducha, anděla (prý s tváří Barlachova syna Klause) a mečem v ruce stojícího na jakési vlkovité či lví obludě (drak?) představovala jakýsi antipod dřívějšího Berserk(era). Také Magdeburský a Hamburský pomník padlých byly odstraněny. Nakonec i stejně tak i Vznášející se anděl (Güstrower Ehrenmal) z güstrowského dómu (23. 8. 1937, od Barlachova vlastního omylu se traduje v literatuře včetně Fühmannovy novely mylné datum 24. 8. 1937), Barlachův dar güstrowské dómské farnosti (1927). Anděl byl pak jako depozitum tichou cestou zabaven (pro účely „válečného hospodářství“).
Díky Böhmerovi byl ze sádrového modelu Anděla odlit ještě za války nová socha (firma Hermann Noack, Berlín) a uchovávána v tajnosti (u Hugona Körtzingera v obci Schnega v Lüneburském vřesovišti). V roce 1952 byl tento Anděl instalován v znovuotevřeném kostele Antoniterkirche v Kolíně nad Rýnem. Odlitek sochy pořízený podle kolínského Anděla za prostředky získané jeho koupí byl „navrácen“ do güstrowského dómu (1953). Odlitek zálohoval Hermann F. Reemtsma. Znovuotevření kostela byli přítomni spolkový kancléř Adenauer (někdejší kolínský primátor) a spolkový prezident Theodor Heuss. Pastor Schwartzkopff z NDR, člen barlachovského grémia a člověk, který se zasloužil o instalaci Anděla v Güstrowě, se aktu se nemohl zúčastnit. Východoněmecké úřady mu odmítly vystavit pas. Ty také instalaci v Güstrowě odmítaly jako „manipulaci“ západoněmeckých kruhů včetně „majitele cigaretového koncernu Reemtsmy“, které pod rouškou, že se jedná o sakrální umění se snaží propagovat „formalistické mystifikující dílo Barlachovo“. Podle (místo)předsedy Spolkového sněmu Wolfganga Thierseho fungoval pomník v trojí funkci: jako připomínka válečných obětí, připomínka difamovaného „zvrhlého umění“ a jako „symbol naděje“, „neviditelné pouto“ spojující obě skulptury přes vnitroněmeckou hranici.
Ernst Barlach zemřel na srdeční infarkt 24. října 1938 v Rostocku.
Část Barlachova díla, včetně soch, kreseb, grafických listů a rukopisů, zachránil podnikatel Hermann F. Reemtsma, který začal Barlachova díla sbírat ve 30. letech a po válce založil nadaci (Hermann Reemtsma Stiftung). Reemtsma ještě před svou smrtí roku 1961 zadal stavbu Barlachova muzea v Hamburku, kde je sbírka umístěna (viz Ernst-Barlach-Haus, sbírky).
Dům (kaple sv. Gertrudy, Gertrudenplatz) a ateliér v Heidberku (Heidberg 15) poblíž Güstrowa slouží jako muzeum Nadace Ernsta Barlacha v Güstrowě (Ernst Barlach Stiftung Güstrow), která byla zařazena v roce 2001 do Modré knihy Spolkové vlády Spolkové republiky Německo jako „Místo kulturní paměti zvláštního národního významu“ (jako jedno z 22 zařízení v celé Spolkové republice Německo). Vedle ní existuje Muzeum Ernsta Barlacha v Ratzeburku, Muzeum Ernsta Barlacha ve Wedelu (to ovšem už dnes nemá stálou expozici Barlachových děl) a Dům Ernsta Barlacha v Hamburku.

### Vhled do recepce Barlachova díla vpoválečných spolkových zemích
Německá akademie umění v Berlíně (Deutsche Akademie der Künste zu Berlin) připravila barlachovskou výstavu k 80. výročí umělcova narození v prosinci 1951. Retrospektivní výstavu doplnila kabinetní výstava pozdněgotické plastiky z Mecklenburska jakožto kontextem Barlachovy tvorby se zvláštním katalogem. Výstavy se účastnila politická reprezentace: Wilhelm Pieck, Otto Grotewohl, Walter Ulbricht, Holtzhauer a Paul Wandel, první ministr lidové osvěty NDR. Vernisáž zahajoval prezident Akademie Arnold Zweig. Ještě před samotnou výstavou se rozběhla debata o formalismu a realismu v umění v intencích ždanovovské kulturní politiky, k níž zavdaly podnět mj. poznámky z Barlachovy cesty na Rus otištěné z pozůstalosti v čas. Sinn und Form. V článku Wege und Irrwege in der modernen Kunst (Cesty a scestí v moderním umění) autora skrytého pod pseudonymem N. Orlow ( Tägliche Rundschau, č. 17,18 z 20. a 21. 1. 1951) představoval Barlach iniciátora formalistické „teorie o zjevení materiálu“ (Materialoffenbarungstheorie), jež prý před kritikou obstojí ještě méně než Plechanovem kritizovaný impresionismus: „Stoupenci této teorie tvrdí, že hlavním úkolem sochaře není vytvoření uměleckého tvaru, nýbrž zjevení kamene jako kamene, dřeva jako dřeva. Ale dokonce i pořádný truhlář nemyslí, když dělá stůl, v prvé řadě na to, aby zdůrazňoval, že tohle je kus dřeva, nýbrž na to, aby stůl splnil svůj účel.“
Několik týdnů po Orlovově článku bylo rozhodnutí k „boj(i) proti formalismu v umění a literatuře, za pokrokovou německou kulturu zpečetěno na 5. zasedání ÚV (ZK) SED. Po výstavě následoval denunciační článek Kurta Magritze, profesora lipské Akademie grafiky a knižního umění: „(…) Barlach patřil jednak co do svých idejí, tak co do své tvorby principiálně k formalismu počínajícího 20. století. Jeho umění je po zlomu v jeho tvorbě, jenž nastal asi kolem roku 1906, právě tak jako umění Kandinského, Markovo, Lehmbruckovo a jiných co do svého obsahu mystické a co do formy antirealistické. Ovládají je silně antidemokratické tendence a je příkladem krize ošklivého v umění.“ Obdobný denunciační článek Wilhelma Girnuse v tiskovém orgánu komunistické strany Neues Deutschland (4. 1. 1952) pokračoval obdobnými výpady jako Orlow. Barlach prý nenašel cestu k lidu, rolnictvu a stojí na ztracené vartě jako umělec obrácený do minulosti, cestu z utrpení a do hlubin duše utiskovaného lidu prý nenašel: „Jeho stvoření jsou šedou, trpnou, zoufalou masou vegetující v zvířecí tuposti, v nichž nelze cítit ani jiskru silného, živého pocitu odporu. S oblibou si hledá Barlach své typy v žebrácích, vagabundech, tulácích, oněch trpných vrstvách lumpenproletariátu, kteří žijí bez vší naděje…“.
Bertolt Brecht uveřejnil poté, co jeho replika na Girnusův článek byla v Neues Deutschland odmítnuta, své taktizující poznámky k Barlachově výstavě následně v časopise Sinn und Form (1/1952), jehož vydavatelem byla Akademie. Pokusil se v něm interpretační monopol estetické doktríny hlásaný Girnusem obejít mj. tím, že připustil rysy reakčnosti u některých Barlachových děl (náboženství, mystika), na druhé straně ovšem až emfaticky akcentoval sociální motivy a motiv práce, kdy např. Barlachovu sochy Zlý rok 1937 vyzdvihoval jako příklad málem socialistické údernice z roku 1951. Arnold Zweig jako spisovatel prezentovaný György Lukácsem jako pozitivní protiklad úpadkového expresionismu se zajisté hodil jako protektor Barlachova díla před jeho hrozícím zatracením. Jeho taktika byla však na rozdíl od Brechta příliš přímočaře kladná. To mohlo být důvodem, proč bylo otištění Zweigovy zahajovací řeči v Sinn und Form odmítnuto. Zweig si na to stěžoval šéfredaktorovi Peteru Huchelovi a také, že i z jiné jeho řeči má být vypuštěna zmínka „o velké básníku a plastikovi Ernstu Barlachovi“. (Huchel v dopise J.R. Becherovi, 7. 3. 1952).
Po Brechtově barlachovském příspěvku musel Huchel opakovaně předkládat sporné články Becherovi k následnému povolení k tisku, šlo nejspíš o předběžnou cenzuru. (Huchel v časopise Sinn und Form zveřejnil už před inkriminovanou výstavou krom zmíněných zápisků i Barlachův dramatický fragment Hrabě z Ratzeburku /Der Graf von Ratzeburg/ z pozůstalosti a byl zato Zemským vysílačem v Postupimi /Landessender Potsdam/ ostře kritizován.) Výstava musela být předčasně ukončena. Výhrady marxisticko-leninské estetiky měly svůj původ v zásazích stranického vedení ovlivněného debatou o úpadkovém a reakčním charakteru expresionismuv moskevském exilu v 30. letech, který podle Lukácse vyúsťoval až ve fašismus. Celou „připravovanou protibarlachovskou kampaň“ shrnul Elmar Jansen mnohem později údajnou poznámkou stalinisty Alfreda Kurelly o tom, že „Barlach řeže ikony“. (Barlachovy zápisky zůstaly pro ediční politiku NDR tabu.) Normativní funkci a recepci Orlovova a Girnusova příspěvku v socialistickém školství dokládají autentické pasáže v pozdější románové tetralogii Jahrestage (Dny v roce) Uwe Johnsona: „S.E.D. vyslala do Akademie svého referenta pro umění, jistého Girnuse, zběhlého v lidově nepřátelských praktikách formalismu, ten chtěl zesnulému přičíst aspoň k dobru, že s ním nacisté zacházeli jako cizím svému druhu. Ale Barlach prý stál na ztracené vartě, v podstatě to byl umělec zahleděný do minulosti. Nedotčen závanem ruské revoluce z roku 1906. Odíval svět bosáků svatozáří.
Co naproti tomu řekl soudruh Stalin o tomto světě ,bosáků' ve svém díle Anarchismus nebo socialismus? Opáčil: Správné je, že … Barlachovo zaměření na zahnívající vrstvu společnosti mu uzavřelo přístup k velkému pokrokovému proudu německého lidu. Izoloval se od něho. Toť celé tajemství jeho samoty, kterou si sám zvolil.  Z povinnosti jsme sepsali kompozici v němčině o celém tom tajemství (…), trapně srovnávajíce vývody jistého N. Orlova v novinách okupační správy (…) s jistými názory na formalistu povýšeného Ernsta Barlacha o vztahu plastického myšlenkového světa ,k nejsolidnějším pojmům materiálu, kamene, kovu, dřeva, pevných látek´. Lhali jsme jak když tiskne; připravovali jsme se na maturitu.“ To má silně autobiografické pozadí: Uwe Johnson v těch letech navštěvoval Střední školu Johna Brinckmanna v Güstrowě a jeho učitelem byl Friedrich Schult, učitel kreslení a Barlachův dobrý známý a později také editor Barlachova díla. Johnsonův ročník se skutečně připravoval na maturitu a debata o formalismu a kosmopolitismu patřila toho roku k závazným tématům. Tomuto beletristickému zpracování předcházela Johnsonova diplomová práce na lipské univerzitě, jež byla věnována Barlachovu románu Ukradený měsíc. (Práce byla považována za ztracenou, ale byla nalezena a připravuje se k vydání v nakl. Suhrkamp.).
Rezonance na Johnsonovy barlachovské pasáže na veřejnosti mohly být naprosto minimální: Johnson byl v době zveřejnění už v záp. Německu, pro Johnsonův tvůrčí vývoj mělo toto kulturní místo paměti však zásadní význam. „Kvantový skok“ (G.Decker) pro veřejnost měl přijít až s Franzem Fühmannem. Demontáž Anděla se stala námětem pro Fühmannovu novelu Vznášející se anděl (orig. titul Barlach in Güstrow, pův pod titulem Zlý rok. Grafika – kresby – plastické dílo – dokumenty. S textem Franze Fühmanna) 1965). Fühmann se pokoušel řešit na Barlachově případu vlastní tvůrčí konflikty, když se ze zaníceného nacisty stal přesvědčeným komunistou a narážel sám na hranice systému. Podle Fühmannova textu byl natočen v DEFA studiu hraných filmů film Ztracený anděl. Jeden den v životě Ernsta Barlacha (Der verlorene Engel. Ein Tag im Leben Ernst Barlachs 1966/1971). Film podle scénáře Manfreda Freitaga, Ralfa Kirstena a Joachima Nestlera natočil režisér Ralf Kirsten, absolvent pražské FAMU (1952–1957). Protagonisté: Fred Düren (Barlach) a Erika Pelikowsky (Marga Böhmerová).
Film nepřináší nějakou „story“, spíše reflektuje události kolem odstranění Barlachovy figury anděla z güstrowského dómu z pohledu samotného umělce. Po úvodních obrazech Barachových plastik a obrazu noční demontáže zvoní telefon v ateliéru na Heidberku. Marga Böhmerová sděluje probuzenému Barlachovi, že je anděl pryč. Barlach reflektuje událost nejprve před sochami v ateliéru. Pak se vydává taxíkem na místo činu. V chrámu se vrací reminiscence na demontáž. Pod řetězy, na nichž visel anděl, přichází svatebčané. Farář je sezdává a drží promluvu o povinnostech „Německých křesťanů“ (: hnutí v evangelické církvi kolaborující s režimem) vůči vlasti a Vůdci. Souboj pohledů mezi farářem a Barlachem. Souboj pohledůmezi Barlachem a svatební společností. – Je bláznem? Přízrakem? Barlach opouští dóm a spěchá z města do přírody. Pohled zpět do času 1. sv. války. Barlach vysvětluje u zajateckého tábora synu Klausovi, jak nepřátelé nenávidí Němce a že válka prospívá. Obraz Magdeburského pomníku padlým. Barlach se dívá do krajiny. Jedoucí vlak s vojáky. Barlach reflektuje: Co si bude můj syn pamatovat, hlasitá slova mého nadšení pro válku nebo němý hněv mých figur vůči válce?… Na pastvisku potkává starou ženu – Frau Not (paní Bídu), monolog přerušují reflexe o předloze pro tuto sochu a Barlachově úvaze vlastním materiálním postavení.
Úvaha o sebevraždě. Pistole. Barlach utíká. Vtom se přihlásí nemocné srdce. Barlach se chytá plotu. Setkání s pastýřem. Pastýř mu nabídne plášť a dá mu napít. Barlach se na něho dívá pohledem sochaře, jak by ho ztvárnil. Figury plastik v obraze. Barlach vstává. Objevuje se kočí a umělce nakládají na vůz. Cesta krajinou kolem řeky. Dřevěný kříž. Rozhovor o úrodě. Retrospektiva 1932. Kočího bijí nacisté. Kočí se schová v Barlachově dílně. Střídají se reálný čas a retrospektiva. Rozhovor o umění, politice a angažovanosti mezi vozkou a Barlachem v minulém čase. Rozhovor v přítomnosti o andělovi. Vozka pomáhá Barlachovi z vozu. Cvičný poplach. Taxikář opřený o auto zpozoruje Barlach a jede mu naproti. Cesta jakoby vymřelým městem do Heidberku. Prázdné místo po andělu. Barlach v Heidberku. Cestou bukovým lesem. Kluci v uniformách nacvičují válečnou hru. Bubnování. Obraz chlapeckého agónu se prolíná se s obrazem zápasu stromu v lese. Zápas kluků mezi sebou se stupňuje za zvuků bubnu.
Barlachovy úvahy o vlastní politické pozici a o umění: „Dává moje umění vědění o člověku, které mohou potřebovat? Nevím. Snad je tomu tak, že moje figury vědí víc, než vím já.“ Barlachovy úvahy o dětech a jejich budoucnosti ve válce a po ní. Vrací se úvodní působivý obraz demontáže anděla jako oběti mučení. Prázdné místo po něm. Pohled do chrámu, jízda, ptačí perspektiva nad krajinou s řekou v mlze. Text v závěru filmu o osudech sochy a Barlachově smrti. –Film pracuje s technikami cinéma verité: lokální kolorit, film se natáčí na místě historického děje. Fühmannův košatý, až manýristický jazyk s důrazem na zvukovou stránku (četné aliterace, vnitřní rýmy) je přeložen do vizuálně metaforického jazyka filmu. Barlachovy reflexe se rozvíjejí formou vnitřního monologu s časovými retrospektivami. Práce se světlem, úhly kamery, zvuk, jeho redukce a dramatické nasazení, montáž hrají důležitou roli. Sakrální hudba varhan se střídá s doprovodem světské hudby: tahací harmoniky venku. Práce s detaily, záběry plastik a jako leitmotivický tísnivý sen se vrací demontáž anděla.
Uvedení filmu bylo z nejvyšších stranických míst (odd. 11. pléna Ústředního výboru SED) zakázáno mj. s odůvodněním: „…Film je zcela obecnou obžalobou protikladu mezi uměním a diktaturou (totalitarismem). Lze jej podle toho chápat i jako obžalobu proti státní moci všeobecně (tedy i proti socialistické státní moci). Film irituje, místo aby vychovával k jasnému antifašistickému stranickému stanovisku ve smyslu historické zákonitosti. S touto pozicí by film mohl být právě tak dobře vyroben v jakémkoli imperialistickém státě.“ (Stanovisko Hlavní správy filmu z 29. 9. 1966) Posudek vytýkal filmu dále „filosofický výklad ve smyslu existencialismu“ „zdůrazněný individualismem (Vereinzelung) Barlachovy osoby“ a chybějící lidovost, totiž že by mohl „vytvářet elitářské myšlenky u malého „vybraného“ publika „se smyslem pro umění“ a atestuje mu vůbec „negativní a hluboce nesocialistické výchovné působení“. Zakázáno bylo tehdy celkem 12 snímků z let 1965/66.) Filmová esej se nedochovala v původní verzi celá, byla dotočena se změněnými scénami a omezeně promítnuta až v roce 1970–71.O uvolnění filmu požádala ÚV SED sovětská strana pro chystanou barlachovskou výstavu v Moskvě v roce 1970 a premiéra se konala 18. prosince 1970 na velvyslanectví NDR v Moskvě (Ralf Kirsten: „bez programu, bez plakátu nebo nějakých reakcí v tisku.“).
V NDR měl premiéru 23. dubna v berlínském kině Colosseum. Tři krajská filmová ředitelství se musela dělit o 5 pořízených kopií. Režisér nízký počet kopií stejně jako vyžadované zásahy do filmu považoval za cenzuru. V následujících dvou desetiletích byl film promítán ve vysokoškolských skupinách, Kulturním svazu (Kulturbund), filmových klubech a artových kinech (Filmkunsttheater). Film zakoupily SSSR, Polsko, Československo a Maďarsko. V NDR jej vysílala televize 27. 4. 1975, po Wende také Mitteldeuscher Rundfunk (24. 10. 1993). Ohlasy na film byly vesměs příznivé, film byl považován za rovnomocný Fühmannovu textu, pozitivně hodnocen kondenzovaný metaforický jazyk, práce s kamerou i herecký výkon protagonisty filmu (Düren), adekvátní hudební doprovod. Pro disidentské kruhy v NDR se Barlach stal evidentně šifrou svobody individua a umění. Nejznámějším příkladem je asi Píseň o Barlachovi (Barlach-Lied) v NDR zakazovaného a posléze nuceně vyemigrovaného písničkáře Wolfa Biermanna, kterou Biermann natočil ve vlastním východoberlínském bytě. Reiner Kunze reagoval na to básní Wolf Biermann zpívá (1971): „V pokoji skřípe tramvaj,/skřípe z Biermannovy desky,/šansony sám když nahrál,/ve studiu máš to lehčí// Zpívá, co Barlacha jak raní,/ nás do jednoho dojímaje,/ vždyť víme, že je zakázaný,/ a uši znějí od tramvaje“ – ze sbírky pokojová hlasitost.
V poctě Biermannovi (2001) připojil Reiner Kunze k básni tento komentář: „V této básni stojí, co člověk musí vědět, chce-li pochopit, proč bylo Biermanna možné izolovat jedině vyhazovem. Dveře, které mu přibouchli před nosem, se ovšem proměnily v obří televizní obrazovku a teď byl zpívající Biermann pro nás dokonce viditelný. Proti tomuhle Biermannovi nepomohlo (a nepomáhá pořád ještě) nic.“ Příznačné ovšem je, že Biermannova Barlachova píseň začala žít naprosto samostatným životem. Sotvá se mohlo vědět, že byla původně určena pro úvodní pasáže Kirstenova snímku, ale musela být z filmu záhy vystřihnuta: ani písničkář nebyl po 11. plénu už pro režim přijatelný. Biermann text zařadil do sbírky Drátěná harfa (Die Drahtharfe, 1965). Barlachovy plastiky inspirovaly k řadě kompozic i disidujícího hudebního skladatele Tilo Medka (1940–2006), který odešel rovněž z NDR do západního Německa. Nezhodnocenou kapitolou barlachovského bádání „na druhé straně barikády“ jsou barlachovské práce Toma (Karla Thomase) Crepona, z pověření komunistické SED zakladatele Literárního střediska v Novém Braniborsku (Literaturzentrum Neubrandenburg) „pro podporu současné socialistické literatury“.
Úkolem centra nebyla oficiálně udávaná podpora literárního rozvoje mladých talentů, nýbrž jejich bezpečnostněpolitické sledování, „pozitivní ovlivňování a kontrol okruhu politicky negativních resp. kolísajích osob a jejich literární tvorby a působnosti“. který jako „neoficiální spolupracovník ve zvláštním nasazení“ (Inoffizieller Mitarbeiter im besonderen Einsatz, IME) resp. neoficiální spolupracovník k politicko-operativnímu pronikání a zajištění úseku odpovědnosti“ (Inoffizieller Mitarbeiter zur politisch-operativen Durchdringung und Sicherung des Verantwortungsbereichs, IMS) s krycím jménem Klaus Richter, od r. 1982 dokonce předsedou krajského svazu Stasi Nové Braniborsko, observoval pronásledované spisovatele a podílel se prokazatelně aktivně na režimních represích vůči nim, resp. z titulu své funkce bránil v práci germanistickým kolegům.
Jeho barlachovská monografie je poznamenána marxistickým žargonem a pokračující instrumentalizací Barlachova díla, problematické jsou zejména pasáže o barlachovské recepci 1938–1988: Crepon mluví mj. sice o „národněsocialistických papežích umění“, ale pokud jde o debatu o formalismu, je prý ji třeba vidět v dobovém kontextu a připouští i její dílčí správnost. Girnusovo autorství rozebíraného inkriminovaného článku zůstává v Creponově práci (1988) zakryto pouze šifrou gi. Interpretací projevu oficiálního sochaře Fritze Cremera mj. k Barlachově Sběračce natě dovozuje ještě silněji Barlachův příklon k „lidovosti“ (zum Volksverbundenen – pojem z nacistické a marxistické ideologie) k realismu. Poněkud lépe dopadá Creponova monografie o Friedrichu Schultovi, která těží především z exploatace Schultovy pozůstalost a zaplňuje svým způsobem mezeru v bádání. V čítance autorů k městu Ratzeburg „cestovní kádr“ Crepon sice přiznává mezitím už známý fakt spolupráce se Stasi, ovšem jako „nevyhnutelnou“ v „exponované státní funkci“, aniž by zmínil náplň této činnosti. Materiálově mnohem bohatší, přínosnější a směrodatné byly v barlachovském výzkumu v bývalé NDR či později ovšem práce Elmara Jansena, žáka kunsthistorika Richarda Hamanna.
Otazníky ovšem zůstávají nad praktickým nakládáním s Barlachovým odkazem, např. nevyjasněnou existencí např. „černého fondu“ grafiky a kreseb, který objevila vedoucí Památníku Ernsta Barlacha dr. Ull (Ursula) Eiselová (1981–1986) a vůbec úlohou Akademie při hospodaření s Barlachovým odkazem. Mocenský přesilový konflikt mezi Památníkem a Akademií vedl svého času k odvolání ředitelky Památníku Eiselové. Pracovníci Akademie včetně Elmara Jansena zachovávali v těchto sporných otázkách diskrétnost a snažili se vyhnout veřejným skandálům. Také dědicové, vnuci Hans a Ernst Barlach, zachovávali na veřejnosti diskrétnost o činnosti Akademie.
Na spíše marginální barlachovské aktivity takových spisovatelů-funkcionářů svazu spisovatelů NDR, jako byl Hermann Kant nebo Erwin Strittmatter je třeba nahlížet kriticky jako na pokus o kamufláž vlastní problematické minulosti symbolicko-ikonickou figurou. H. Kant se vyjadřuje ve svých memoárech (Abspann. Erinnerungen) o „demontáži“ plánu umístit na Bebelově náměstí („dějišti pálení knih v květnu roku 33“) v Berlíně kopii Barlachova Bojovníka ducha, údajně proto, že návrh byl schválen Honeckerovým Politbyrem a návrh pocházel od něho, od Kanta. (Odlitek stojí před Getsemanským chrámem ve čtvrti Prenzlauer Berg.) Strittmatter referuje zase např. v počátcích své kariéry jako novinář u Märkische Volksstimme o znovuinstalování Barlachovy sochy Žebráka v Senftenberku, neopomenuv zmínku o tom, jak „hnědí barbaři systematicky udolávali Ernsta Barlacha“ atd. Ve světle dokumentů dokládajících spolupraci obou jmenovaných se Státní bezpečností (Staatssicherheit, Kant –„IM Martin“, Strittmatter „GI Dollgow“) a jejich podílu na represích vůči konkrétním osobám v NDR resp. sovětské okupační zóně, Kantovy (represivní) aktivity jsou zachyceny v zevrubné dokumentaci germanisty Karla Corina, debatu o zamlčené minulosti Erwina Strittmattera zahájil zase germanista Werner Liersch.
Na výslovné přání spolkového kancléře Spolkové republiky Německo Helmuta Schmidta a při jeho návštěvě Ericha Honeckera a v roce 1981 ve východním Německa musela vést turistická odbočka do Güstrowa (13. 12. 1981), neboť si Helmut Schmidt přál mj. vidět Vznášejícího se anděla v güstrowském dómu. Schmidt znal Hamburský pomník padlým. V úřadu spolkového kancléře stála před pracovnou Helmuta Schmidta Barlachova plastika Zpívajícího muže (Singender Mann). Také v domácnosti Helmuta a Loki Schmidtových se nacházelo několik drobných plastik E. Barlacha. Návštěva H. Schmidta se odehrávala v době debat o rozmístění atomových raket středního doletu ve střední Evropě a mj. přímo i v den vyhlášení výjimečného stavu v Polsku (13. prosince 1981). Stranické a vládní špičky organizovaly s pomocí Ministerstva Státní bezpečnosti hermeticky uzavřenou Potěmkinovu vesnici s dovezenými loajálními členy strany, účastí bezpečnostních složek včetně tajné policie (údaje o počtu nasazených příslušníků Stasi se podle zdrojů značně rozcházejí: cca 5 –38 tisíc, úřad Spolkového pověřence pro podklady Státní bezpečnostní služby v býv. NDR uvádí 19 tis. spolupracovníků Stasi a 18 tisíc policistů). Politicky nespolehlivým osobám mělo být ve veřejné účasti zabráněno, aby se neopakovala situace z návštěvy Willyho Brandta v Erfurtu (1970), kdy Stasi nezabránila spontánním masovým projevům sympatií východoněmeckých občanů vůči spolkovému kancléři. V tomto kontextu zůstal vyrok zemského biskupa Heinricha Rathkeho: „(…) Barlach je pro nás kusem společné minulosti a vzpomínky“ a replika Helmuta Schmidta: „Barlach může být i naší společnou budoucností.“ asi bez většího ohlasu pro občany NDR. Emeritní kancléř a sběratel umění Helmut Schmidt se veřejně angažoval i v akci na záchranu pozůstalosti Margy Böhmerové pro Güstrow, která byla nabídnuta dědici aukčnímu domu Kunsthaus Lempertz Köln (1995) v Kolíně nad Rýnem k vydražení.

## Dílo
Barlach tvořil zprvu v hlíně a kovu, od roku 1907 se začína zabývat dřevořezbou. Byly to právě skulptury ze dřeva, které mu zjednaly slávu jakožto sochaři. Bronzové plastiky hrály do roku 1930 malou roli. Od svého návratu z Ruska roku 1906 byl považován za hlavního představitele německého sochařského expresionismu. Neměl žádnou přímou spojitost s Munchem ani s drážďanskou skupinou Die Brücke a po celý život zůstal solitérem.
Sám se cítil „žákem středověku“ ve smyslu laické gotické zbožnosti. Je to patrné i z jeho literárního díla, které nese stopy dobového symbolismu a středověký spiritualismus proměňuje v syrový smyslový účinek.
Sochy se vyznačují pevným a ostře ohraničeným objemem, tvarovou stylizací a upuštěním od popisných detailů. Figury jsou disproporční, zahalené drapérií a obličeje se často blíží grimase. Modelace soch souvisí s Barlachovou grafickou tvorbou – seřezává hmotu do ostrých hran a klade důraz na obrysovou linii. Všechny formální prostředky jsou podřízeny vyjádření vnitřní vize pomocí plastického účinku. Zdůraznění psychologie a vnitřního napětí figur navozuje naléhavost a ve výrazu až drastický patos.
Barlach je také autorem více než 200 litografií a dřevorytů, ilustrací k vydání vlastních dramatických děl a autobiografie. Na žádost Paula Cassirera vytvořil dřevoryty k dílům Johanna Wolfganga von Goetha (balady, Valpuržina noc – Faust) a Friedricha Schillera (balady, Óda na radost).

### Známá díla (výběr)

#### Sochy
- 1894 Krautpflückerin (Rübensammlerin, Krautsammlerin) (Plečka/ Sběračka natě/ Řepařka)
- 1908 Sitzendes Weib (Sedící žena), Norimberk
- 1910 Der Berserker (Berserkr)
- 1922 Der Rächer (Mstitel)
- 1927 Güstrower Ehrenmal (Güstrowský pomník, kenotaf, souborný pojem pro návrhy, modely a konečné provedení, konečné provedení plastiky se nazývá neoficiálně též Vznášející se anděl (Der Schwebende /Engel/) popř. Domengel (Anděl v dómu), Barlach mluví při svém tvůrčím procesu jednoduše o „figuře“ ale také o vznášejícím se andělovi („Gestalt des schwebenden Engels“[91])
- 1928 Der singende Mann (Zpívající muž), Norimberk
- 1928 Der Geistkämpfer (Bojovník ducha), Kiel
- 1929 Magdeburger Ehrenmal (Magdeburský pomník, kenotaf, dóm v Magdeburku)
- 1930 Bettler auf Krücken (Žebrák o berlích)
- 1931 Hamburger Ehrenmal (Hamburský pomník, kenotaf, Hamburk)
- 1936 Der Buchleser (Čtenář knihy), Zvěřín (Schwerin)

#### Divadelní hry
(podle data prvního vydání textu)
- 1912 Der tote Tag (Mrtvý den)
- 1918 Der arme Vetter (Chudý příbuzný)
- 1920 Die echten Sedemunds (Praví Sedemundové)
- 1922 Der Findling (Nalezenec)
- 1924 Die Sündflut (Potopa)
- 1926 Der blaue Boll (Brunátný Boll)
- 1929 Die gute Zeit (Dobrá doba)
- 1951 Der Graf von Ratzeburg (Hrabě z Ratzeburku)

#### Romány
- 1948 Seespeck (Seespeck, torzo, posmrtně)
- 1948 Der Gestohlene Mond (Ukradený měsíc, torzo, posmrtně)
- 1926 Reise des Humor und des Beobachtungsgeistes. Ein Geisterroman (Cesta Humora a Pozorovatelského ducha. Strašidelný román, torzo, posmrtně)

#### Autobiografie
- 1928 Ein selbsterzähltes Leben (Život, jak se vyprávěl)

#### Deníky
- 1943 Güstrower Tagebuch (Güstrowský deník, soukromý tisk)
- 1959 Güstrower Tagebuch (Güstrowský deník, okleštěné vydání s ohledem na práva třetích osob)

### Překlady do češtiny
- Kundera, Ludvík. překlad z Chudý příbuzný (Der arme Vetter, ukázka). I n: Kundera, Ludvík. Panoráma expresionismu. Ernst Barlach – Hans Henny Jahn – Fritz von Herzmanovsky-Orlando. In: Světová literatura, roč. 36, č. 2, s. 82 –85
- Kundera, Ludvík. překlad z Mrtvý den (Der tote Tag, závěr hry). In: Kundera, Ludvík. Haló je tady vichr – vichřice! Expresionismus. Čs. spisovatel, Praha 1969, s. 64-65
- Munzar, Jiří. Z Güstrowského deníku (s. 81 –83), Z Barlachových dopisů (s. 84-96), Dokumenty k tématu Barlach a nacismus (s. 97 –100), O Barlachovi a jeho díle (K. Kollwitzová, H. Mann, Thomas Mann, B. Brecht, s. 101-105) In: Fühmann, Franz, Vznášející se anděl. Epizoda ze života velkého německého sochaře Ernsta Barlacha . Přel. Jiří Munzar, Praha, Vyšehrad 1982, s. 81 –114
- Ort, Jan (není pseudonym Pavla Eisnera!). Im Märchenlande (Má pohádková země). In: In: Texty. Kulturní měsíčník, Krajské osvětové středisko, Hradec Králové, roč. 3, 1971, č. 2, s. 6-11
- Siebenscheinová, Anna. Návštěva u mne (Besuch bei mir), Zlostné chvilky (Grimmstunden ) , Maminčina kuchařka (Das Kochbuch) , Čarodějka samota (Die Hexe Einsamkeit) , Vichr (Sturm) . In: Host do domu. Kritika, literatura, umění. č. 15, 1969, s. 32 –41
- Volavková-Skořepová, Zdeňka. Myšlenky moderních sochařů. Obelisk, Praha 1971 (2 kratičké úryvky z Barlachovy autobiografie, citáty z korespondence, ze zápisků Friedricha Schulta a Barlachovy učebnice figurálního kreslení, s. 135 –143)

### Hlas autora
- Ernst Barlach. Gen Osten., Sturm. In: Stimmen der Dichter. Deutsche Autoren lesen aus ihren Werken. Hamburg, Zeit Verlag 2006 (CD)
- Reich, Konrad, ed. Ernst Barlach (1870-1938). Aus Briefen und Dichtungen. Sprecher Ernst Barlach (hist. Aufnahmen), Gerd Michael , Hans Rohde (Zwischentexte). Hanns Anselm Perten (Regie), Rolf-Dieter Gandert (Tonregie), VEB Deutsche Schallplatten, Berlin 1970 (Barlach liest aus: Das russische Tagebuch, Güstrower Fragmente, Der Findling) (LP)

### Film
- Kirsten, Ralf (Regie). Der verlorene Engel. Ein Film der DEFA nach der Novelle „Das schlimme Jahr“ von Franz Fühmann. Drehbuch Manfred Freitag, Ralf Kirsten, Joachim Nestler; Kamera: Claus Neumann; Schnitt Evely Carow, Ursula Zweig. Musik: André Asriel; Darsteller: Fred Düren, Erika Peliwsky, Erik S. Klein, Agnes Kraus, Walter Lendrich, Heidemarie Wenzel, Frank Schenk, Karl Paustian, Gerd Jurgons, Gerhard Huber u.a. Produktion: DEFA-Studio für Spielfilme 1966/1971. In: DEFA verboten. Filmbox 1 (DVD)
- Ehrhardt, Alfred. Ernst Barlach I (Der Kämpfer), Ernst Barlach II (Der Überwinder). (1948/49). I 35 mm, SW, 13'30“, Musik: Peter Tschaikowskij, II 35 mm, SW, 14'08“, Musik: Anton Bruckner Alfred Ehrhardt Stiftung, Berlin (DVD) (záběry na výtvarná díla)

### Hudba
- Asriel, André. Toccata und Fuge über „Das schlimme Jahr“ von Ernst Barlach. In: Der Engel. Orgelmusik für den „Schwebenden“ von Ernst Barlach. Johannes Quack, Antoniterkirche, Köln. Köln, Förderverein Kirchenmusik an der Antoniterkirche, Köln e.V. 2005 (CD)
- Grümmer, van Mikesch. Barlach Zyklus by Mikesch van Grümmer/ Gerd Breuer. Featuring: Lee Konitz, Ack van Rooyen, Jiggs Whigham. Timeless Record, Wageningen, Holland 1989
- Medek, Tilo. „… ewig derselbe in immer anderer Form.“ Ernst Barlach zum 60. Todestag. Kompositionen zu Ernst Barlach. Ernst Barlach. Ein selbsterzähltes Leben. (… věčně týž v stále jiném tvaru. Ernstu Barlachovi k 60. narozeninám. Tilo Medek. Skladby k Ernstu Barlachovi. Ernst Barlach. Život, jak se vyprávěl.) Güstrow, Ernst Barlach Stiftung 1998 (CD)
- Scharnweber, Karl; Barz (Texte), Ingo; Pistor, Johannes. Wo ist ein Platz zu bleiben. Lieder zu zwölf Arbeiten von Ernst Barlach. Barz, Ingo (Texte), Scharnweber, K. (Keyboard), Pistor, J. (Gitarren, Baß), Barz, I. (Gesang), Master Production, Berlin, Abmischung Tonstudio Pinkau Concept GmbH, Rostock (10. 5. 1994)
- Zimmermann, Udo. Sieh, meine Augen. Reflexionen für Kammerorchester nach Ernst Barlach, 1970. In: Zimmermann, Udo. L'homme, Barlach-Reflexionen, Ein Zeuge der Liebe, die besiegt den Tod, Mutazioni per Orchestra. VEB Deutsche Schallplatten-Berlin (DDR) , 1977

### Filatelie
- 1970 NDR – série Kunst/Umění (mezi nimi 40feniková známka /s motivem Barlachovy plastiky hlavy Vznášejícího se anděla, 1927/, 50feniková známka /s motivem Barlachovy plastiky Flétnista, 1936/
- 1980 Deutsche Bundespost – List prvního dne vydání 6/1980 příležitostné ceniny 150 Jahre Preußische Museen/ 150 let Pruských muzeí (1 z příležitostných známek známka s motivem Barlachovy plastiky „Čtoucí mniši“)
- 1988 Deutsche Bundespost – List prvního dne vydání 15/1988 (13. 10. 1988) – příležitostná známka 40 feniků (s motivem Barlachovy plastiky Der Sammler/Sběratel/, 1913)
- 2020 Deutsche Post List prvního dne vydání 5/2020 s příležitostnou známkou (s motivem Barlachovy plastiky hlavy Vznášejícího se anděla, 1927) – 150. výročí narození
- 2020 Deutsche Post Obálka prvního dne vydání s motivem Muzea ve Wedelu (rodný dům) a ateliérem v Heidberku (Güstrow) na obálce, známka s hlavou anděla, razítko Wedel
- 2020 Deutsche Post Jubilejní dopis s motivem plastiky Shledání (Kristus a Tomáš) a fotoportrétem Ernsta Barlacha, známka s hlavou anděla, razítko Bonn
- 2020 Deutsche Post obálka prvního dne vydání (Deutschland exklusiv) s fotoportrétem Ernsta Barlacha na obálce, známka s andělem, razítko Bonn
- 2020 Deutsche Post set 10 známek s motivem Barlachovy plastiky hlavy Anděla (nominál. hodnota à 2,70 Euro), samolepicí, na rubu aršíku Güstrowský památník (Vznášející se anděl)

### Numismatika, sfaleristika
- 1988 NDR stříbrná pětimarka Ernst Barlach 1870–1938 s motivem Flétnisty
- 2020 medaile ve stříbře, ve zlatě

### Výstavní katalogy (nejužší výběr)
- Ernst Barlach. Ausstellung Dezember 1951 – Februar 1952. Deutsche Akademie der Künste, Berlin 1951
- Mansfeld, Heinz. Die spätgotische Plastik in Mecklenburg und das Werk Ernst Barlachs. Zur Ausstellung Ernst Barlach in Verbindung mit der Ausstellung Spätgotische Holzplastik aus Mecklenburg Dezember 1951 – Februar 1952. Deutsche Akademie der Künste, Berlin 1951
- Jansen, Elmar, ed. Ernst Barlach. Werke und Werkentwürfe aus fünf Jahrzehnten. Veröffentlichung der Akademie der Künste der DDR in Zusammenarbeit mit den Staatlichen Museen zu Berlin, Hauptstadt der DDR. Ernst Barlach. Katalog I. Plastik 1894 –1937. Auswahl und Kommentar Elmar Jansen. Ausstellung im Alten Museum April bis Juni 1981. Akademie der Künste, Berlin 1981
- Jansen, Elmar, ed. Ernst Barlach. Werke und Werkentwürfe aus fünf Jahrzehnten. Veröffentlichung der Akademie der Künste der DDR in Zusammenarbeit mit den Staatlichen Museen zu Berlin, Hauptstadt der DDR. Ernst Barlach. Katalog 2. Zeichnungen und Skizzenhefte 1891-1938. Auswahl und Kommentar Maria Rüger. Ausstellung im Alten Museum April bis Juni 1981. Akademie der Künste, Berlin 1981
- Jansen, Elmar, ed. Ernst Barlach. Werke und Werkentwürfe aus fünf Jahrzehnten. Veröffentlichung der Akademie der Künste der DDR in Zusammenarbeit mit den Staatlichen Museen zu Berlin, Hauptstadt der DDR. Ernst Barlach. Katalog 3. Rückblicke – Ausblicke. Studien zum Werk. Unbekannte Texte aus dem Nachlaß in Güstrow. Druckgraphik 1910 –1930. Auswahl und Kommentar Tanja Frank. Handschriften und Briefe 1899-1936. Auswahl und Kommentar Elmar Jansen. Mitarbeit Annegret Janda. Ausstellung im Alten Museum April bis Juni 1981. Akademie der Künste, Berlin 1981
- Jansen, Elmar, ed. Ernst Barlach 1870 –1938. Eine Ausstellung der Akademie der Künste der deutschen Demokratischen Republik und des Bundesministeriums für Wissenschaft und Forschung. BMWF, Gesellschaft bildender Künstler Österreichs, Künstlerhaus, Wien 1985
- Probst, Volker, ed. Ernst Barlach Das Güstrower Ehrenmal. Ausstellung zur Eröffnung des Museums anläßlich des 60. Todestages von Ernst Barlach. Ernst Barlach Stiftung Güstrow, Güstrow 1998
- Laur, Elisabeth; Probst, Volker, edd. Ernst Barlach. Wege und Wandlungen. Vom Jugendstil zum Expressionismus./ Ernst Barlach. Vej og udvikling Fra jugendstil til ekspressionisme. Museumsberg Flensburg (26.5. bis 28.7.2002) – Kunstmuseum Ribe (3.8. bis 29.9.2002) – Ernst Barlach Stiftung Güstrow (23. 3. bis 18 .5. 2002). Ernst Barlach Stiftung Güstrow, Güstrow 2002
- Doppelstein, Jürgen; Stockhaus, Heike, edd. Barlach und Russland. Ernst Barlachs Russlandreise im Sommer 1906. Ernst-Barlach-Gesellschaft, Hamburg 2002, ISBN 3-930100-15-0
- Bresgott, Klaus-Martin; Thieme, Helga, edd. Der Mann, der die geheimen Melodien hört. Ernst Barlach und die Musik. Plastiken, Zeichnungen, Druckgraphiken. Ernst Barlach Stiftung Güstrow, Güstrow 2014, ISBN 978-3-00-045651-0
- Nielsen, Astrid; Wagner, Hilke, ed. Ernst Barlach : „… was wird bis Übermorgen gelten?“ Eine Retrospektive. Sandstein Kommunikation, Dresden 2020, ISBN 978-3-95498-553-1

## Fotogalerie

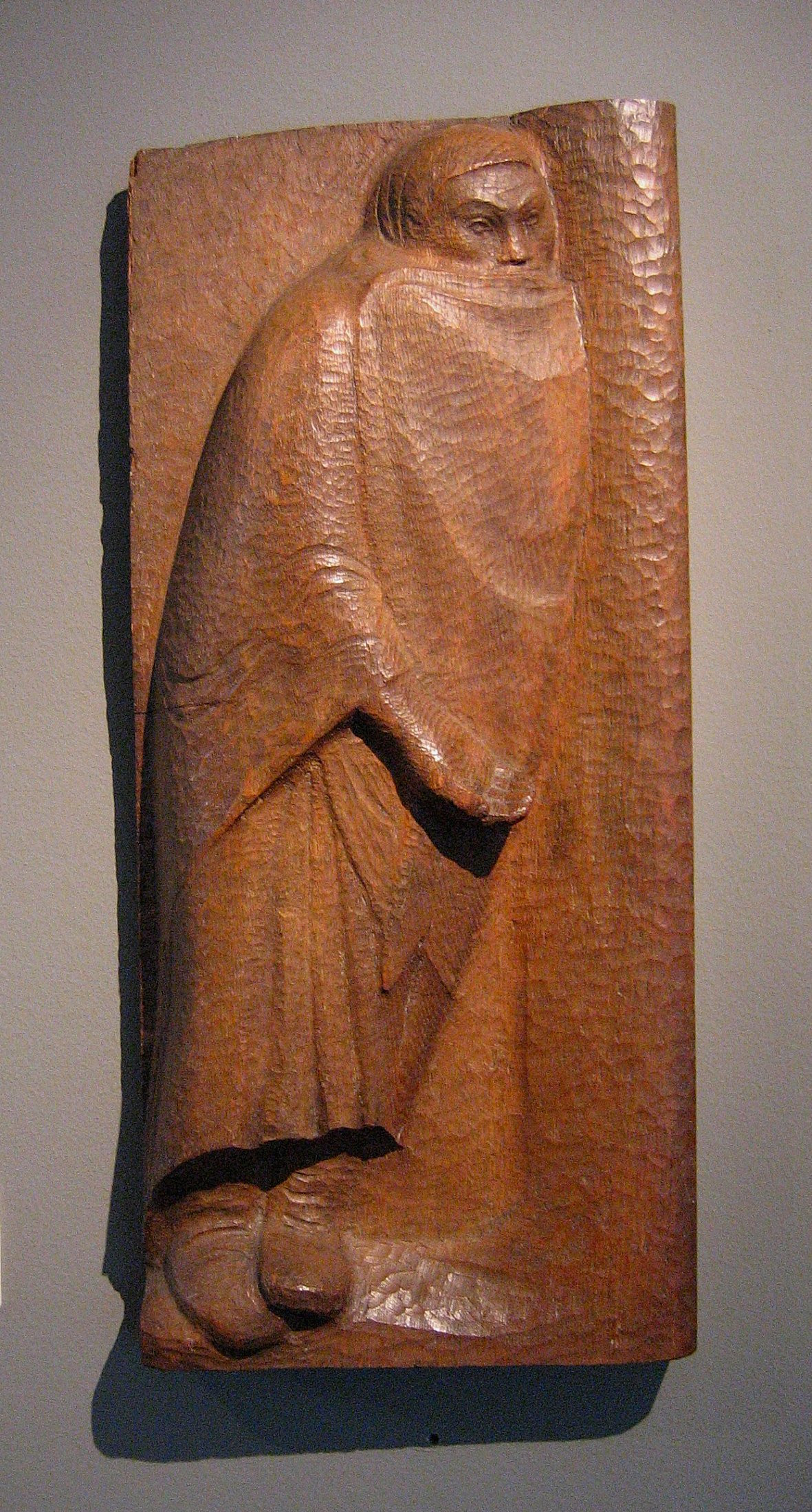
Ernst Barlach, Žebračka (Bettlerin) (1911, dub., Werkverz. II, č. 161)
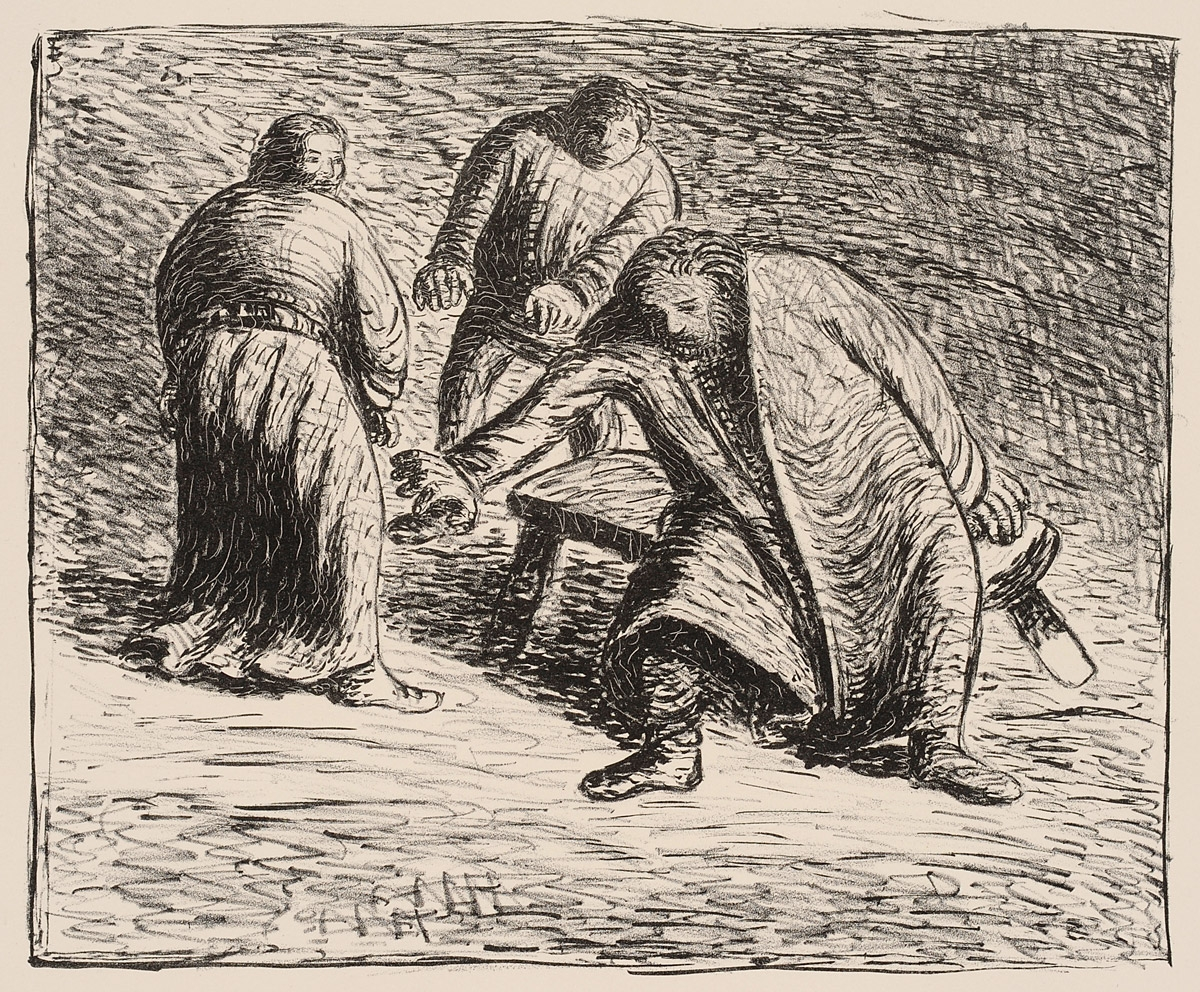
Ernst Barlach, Mrtvý den (Der tote Tag) 18 (Obtížen cizí vinou) (1912, litografie, Werkverz. I, č. 9.21)
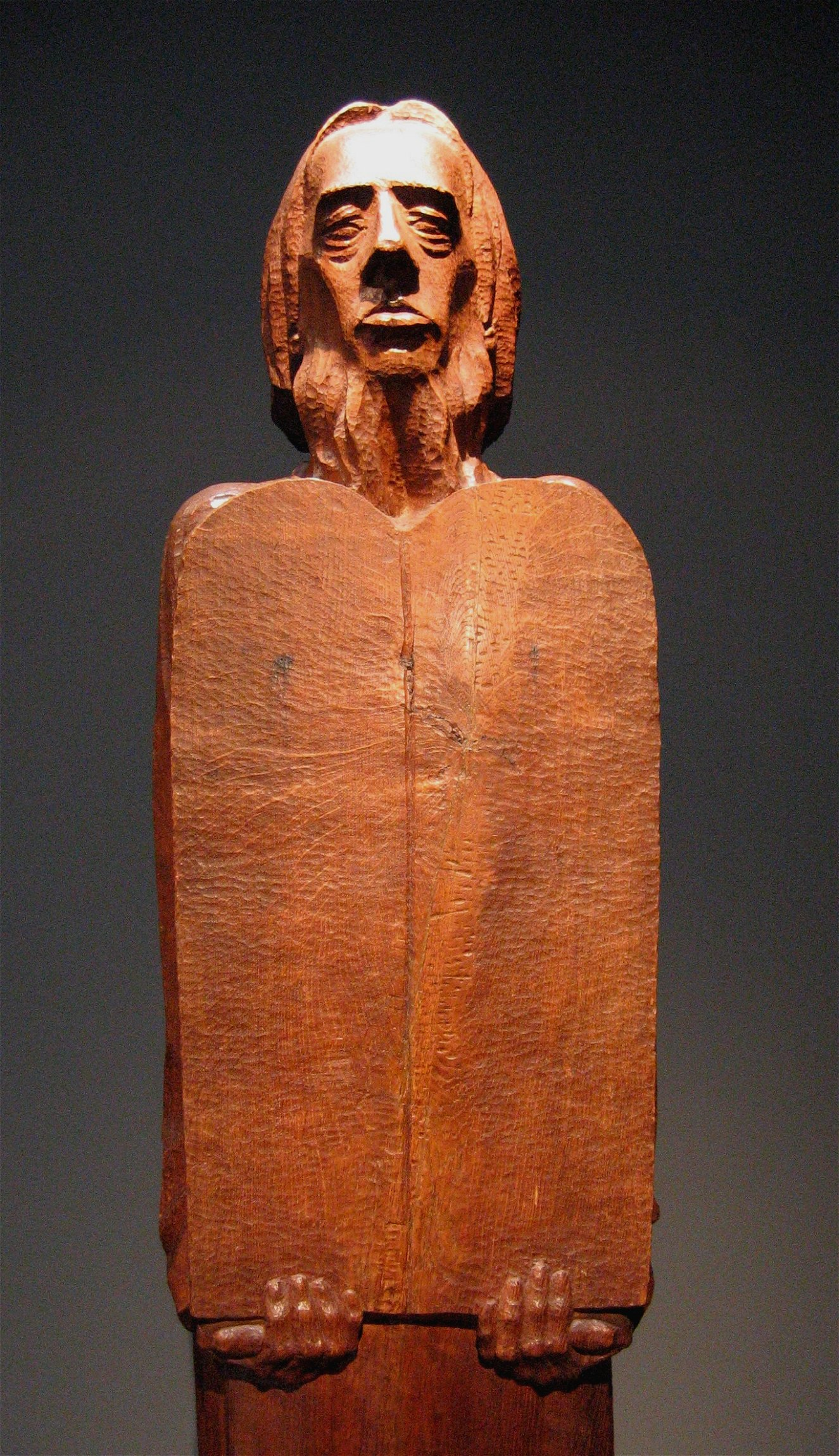
Ernst Barlach, Mojžíš (Moses), další titul: Zákonodárce (Der Gesetzgeber) (foto jen části figury, 1919, dub, ze staré mlýnské hřídele, Werkverz. II, č. 273)
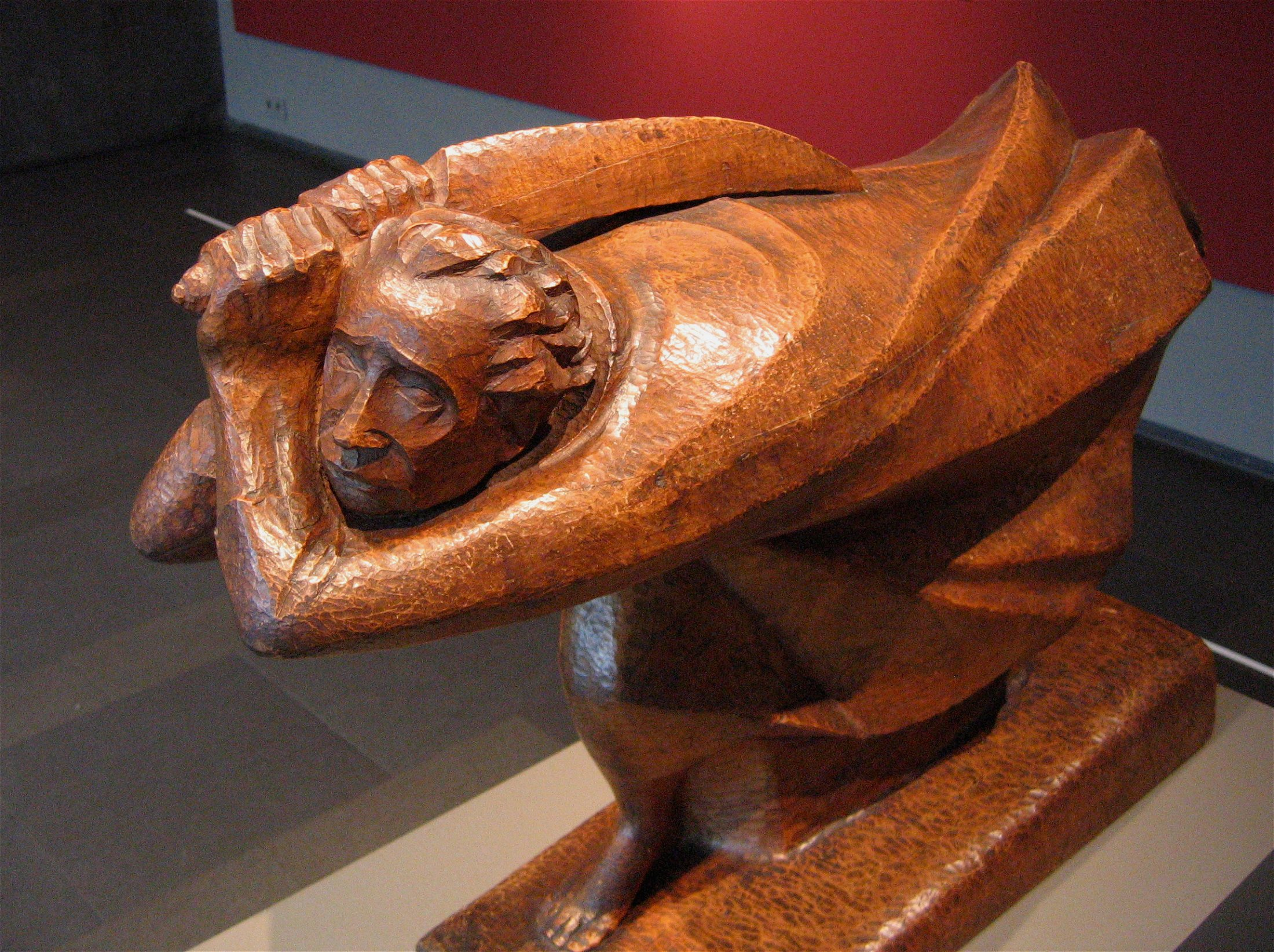
Ernst Barlach, Mstitel (Der Rächer) (1922, lipové dřevo, Werkverz. II, č. 349)
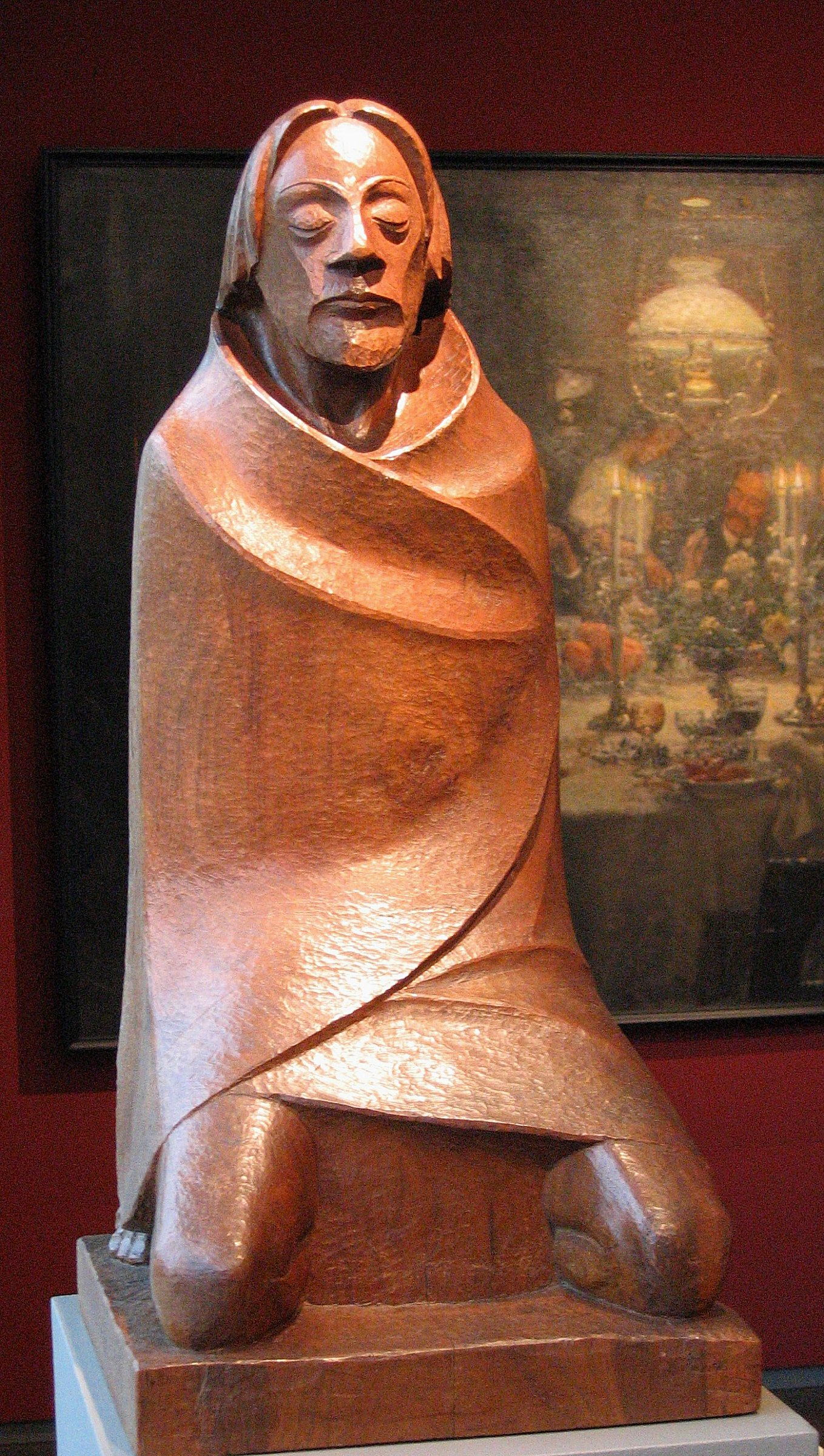
Ernst Barlach, Asketa (Der Asket), další titul Modlitebník (Der Beter) (1925, ořechové dřevo, Werkverz. II, č. 389)
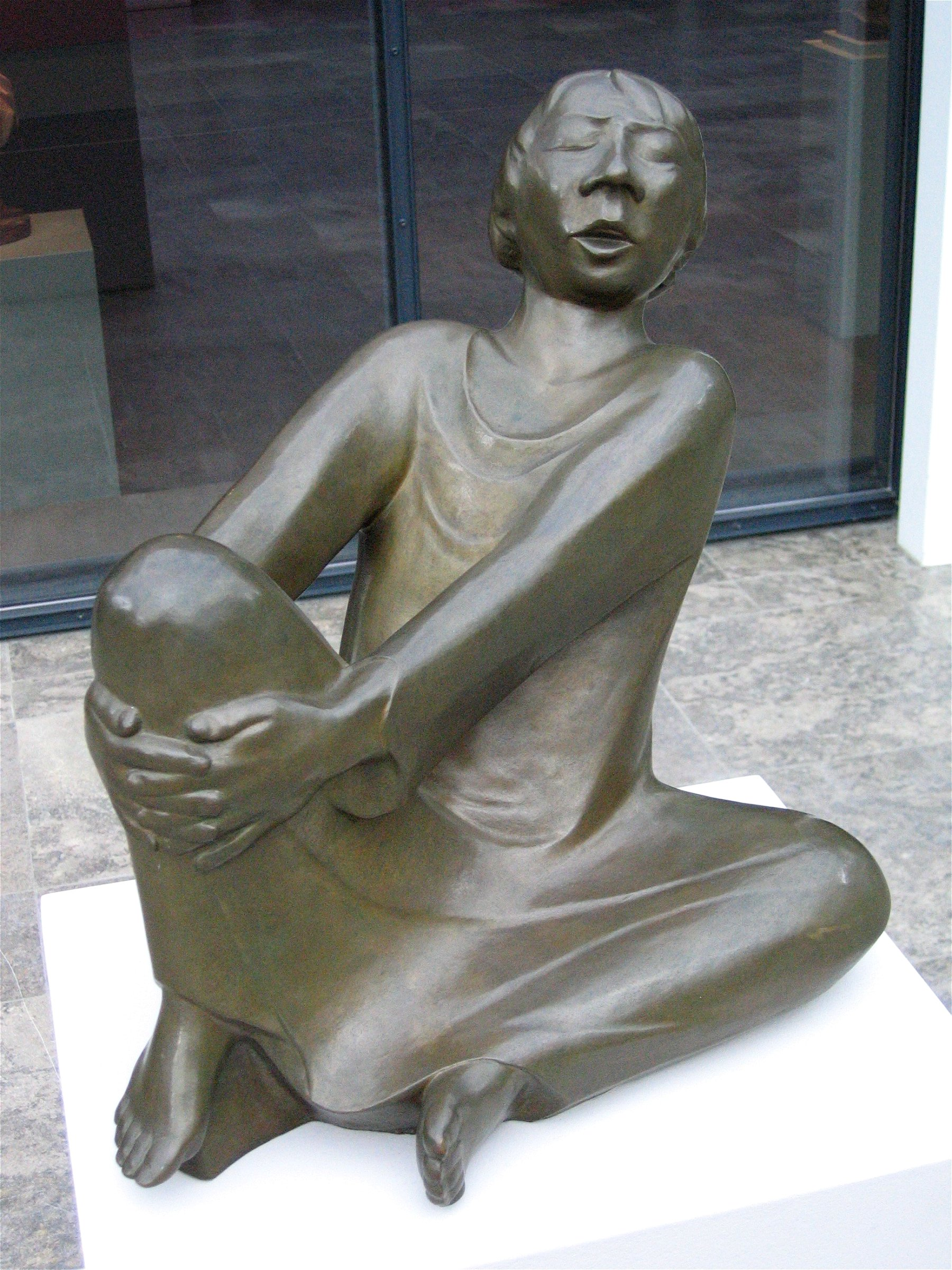
Ernst Barlach, Zpívající muž (Der singende Mann) (neidentifikovatelný exemplář, zinek?)
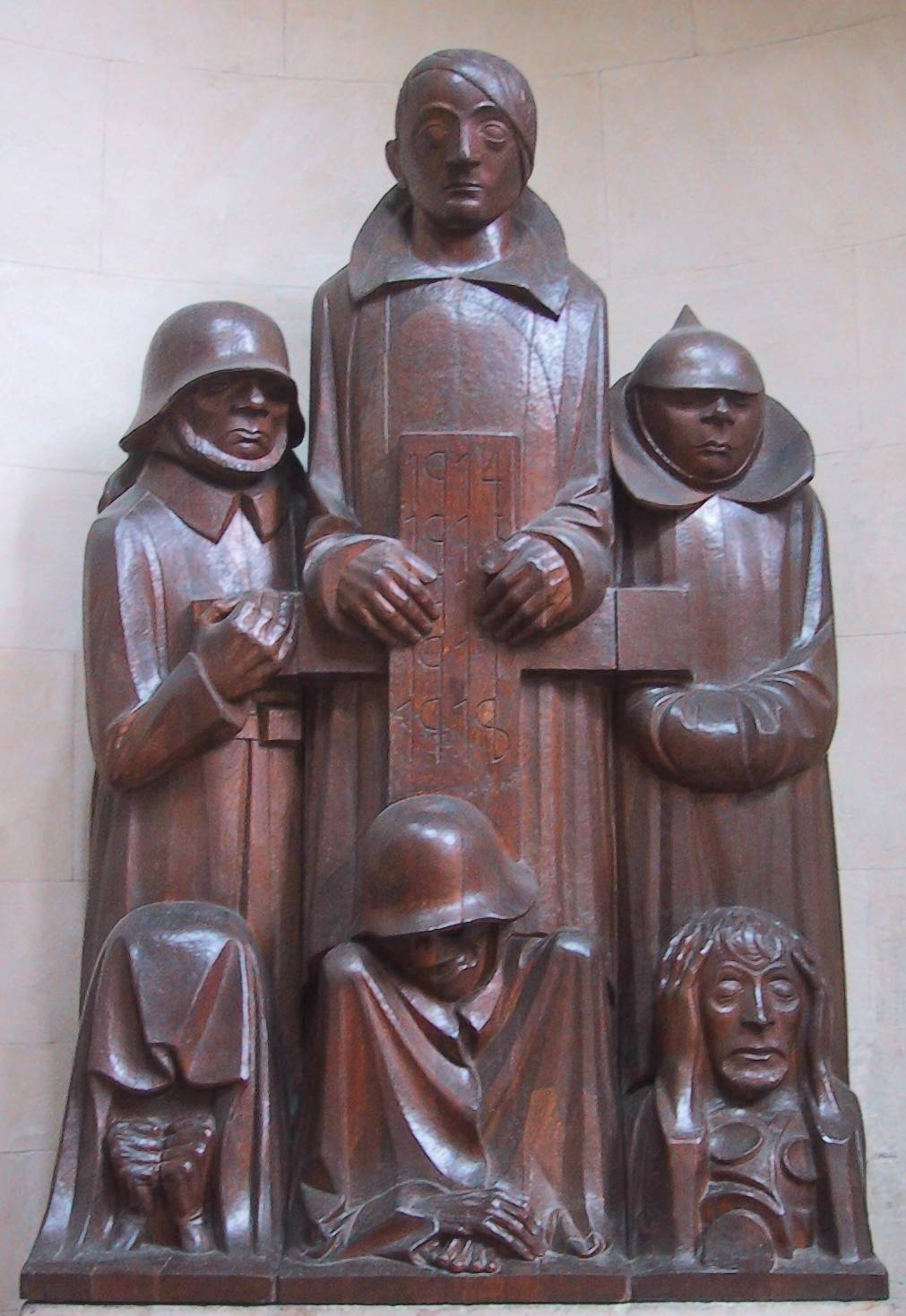
Barlach, Magdeburský pomník (Magdeburger Ehrenmal) (1928/1929, dub, Werkverz. II, č. 439)